# Sulaiman-Too-moskee
De Sulaiman-Too-moskee is een moskee in de stad Oš in het zuiden van Kirgizië. De moskee is genoemd naar de berg Soelajman-Too, en ligt aan de voet daarvan.
De moskee bestaat naast een gebedsruimte ook uit een bibliotheek en een conferentieruimte. Het werd in 2012 geopend en heeft een capaciteit van 20.000 mensen. De moskee heeft een eenvoudig, elegant ontwerp met marmeren stenen en gravures in minaretten.